# Pfaffenstraße (Lübeck)

Die Lage der Pfaffenstraße, rot markiert auf einem Stadtplan von 1910

Die Pfaffenstraße ist eine Straße in der Lübecker Altstadt.

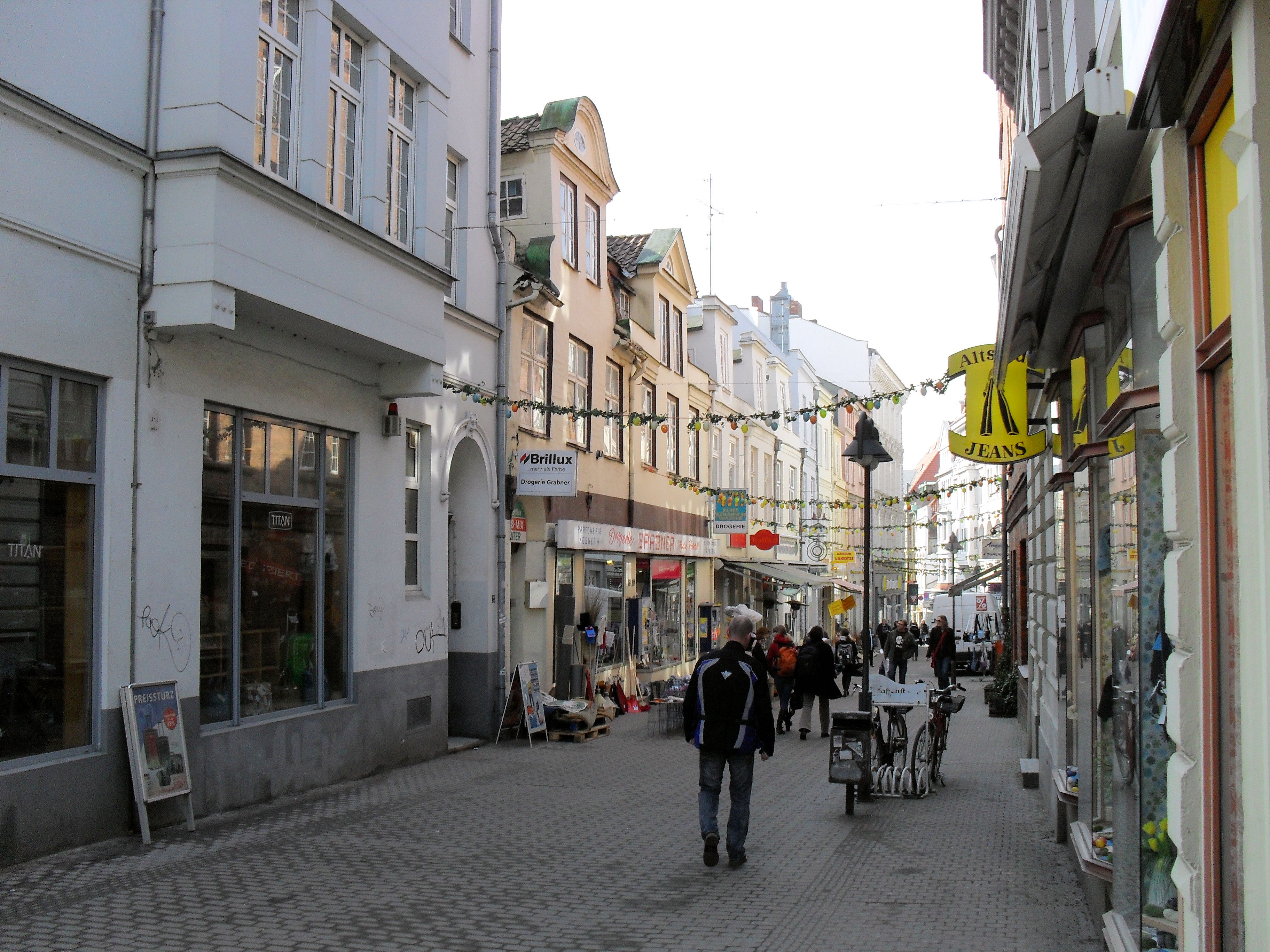
Die Pfaffenstraße, Blick in Richtung Breite Straße

## Lage
Die etwa 80 Meter lange Pfaffenstraße befindet sich nördlich des Zentrums der Altstadtinsel im Jakobi Quartier. Sie verläuft in West-Ost-Richtung und verbindet die Breite Straße, wo sie gegenüber der Einmündung der Beckergrube beginnt, mit der Königstraße, auf die sie gegenüber der Glockengießerstraße bei der Katharinenkirche trifft.

## Geschichte
Die Pfaffenstraße wird 1331 erstmals mit der niederdeutsch-lateinischen Mischbezeichnung Dwerstrate, qua itur ad sanctum Katharinam (Querstraße, die bei St. Katharinen verläuft) urkundlich erwähnt. 1364 ist die Bezeichnung Papenstrate belegt, die sich ebenso wie der 1397 verwendete lateinische Name platea clericorum auf Geistliche (Pfaffen) bezog, da die Straße zum Lübecker Minoriten-Kloster führte. 1852 wurde Pfaffenstraße bei St. Catharinen als amtlicher Straßenname festgelegt, 1884 aber zur heutigen Fassung verkürzt.
Die Straße weist bis heute ein weitgehend geschlossenes Bild historischer Gebäude auf, vorwiegend mit klassizistischen Fassaden des 18. und 19. Jahrhunderts.
- siehe auch Liste abgegangener Lübecker Bauwerke#Pfaffenstraße für nicht mehr vorhandene Bauwerke.

### Drogerie Grabner

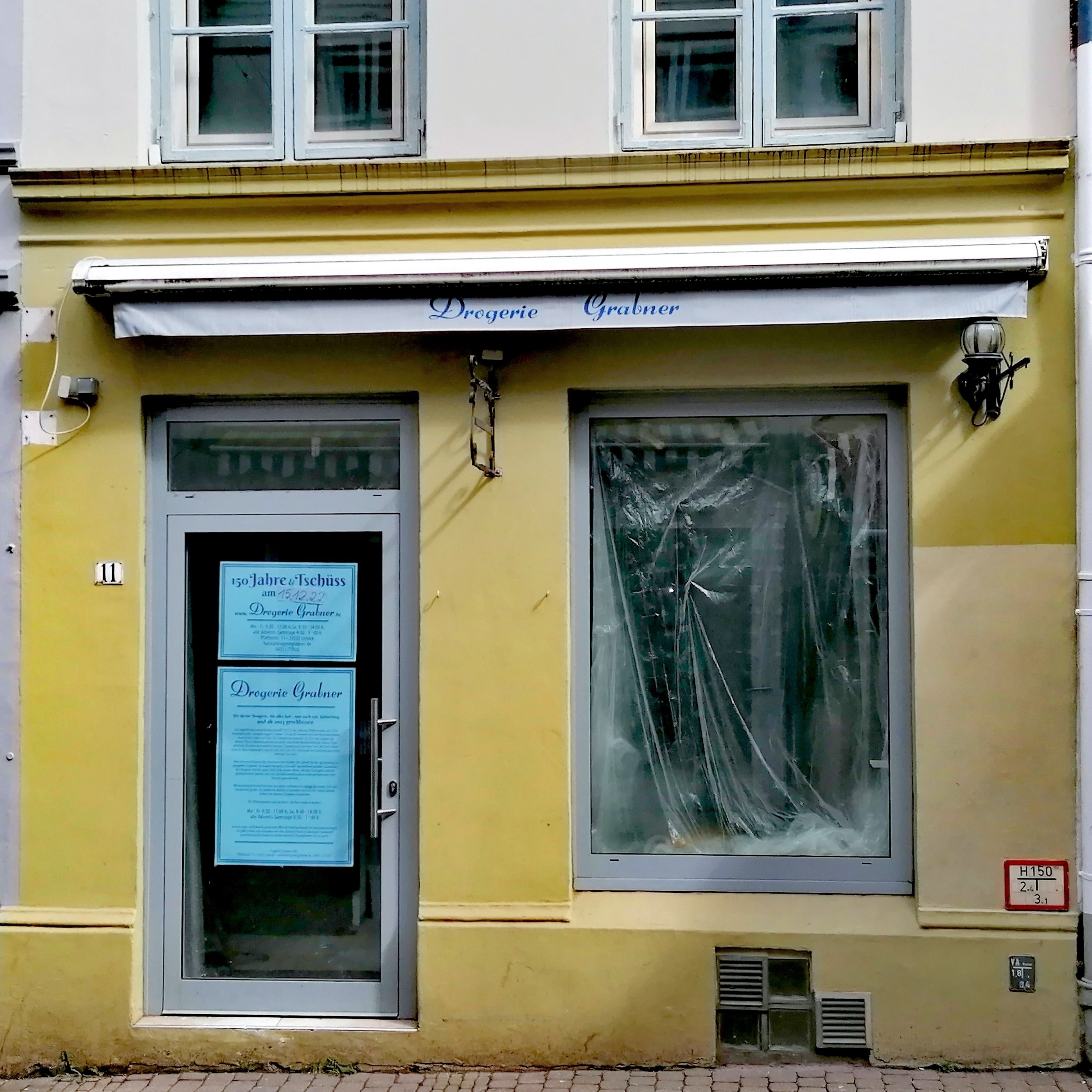
Drogerie Grabner

Der Legende nach entstand das Geschäft 1872 in der Pfaffenstraße und firmierte seit 1934 unter dem Namen „Drogerie August Grabner“. Die große Auswahl, auch bei Nischenprodukten, machten den Laden weit über die Stadtgrenzen bekannt. Als der langjährige Inhaber, Martin Redetzki, 2013 plötzlich verstarb, setzten die Mitarbeiterinnen das bewährte Konzept „Fachberatung mit Herz“ fort und trugen Stolz dazu bei, dass das Traditionsgeschäft 2022 das 150. Lebensjahr vollendete.
Die ökonomischen Aspekte der Zukunft berücksichtigend, war dies gleichzeitig ein geeigneter Zeitpunkt, das Kapitel „der guten alten Zeit“ anschließend geordnet zu beenden. Ab Januar 2023 öffnete die Drogerie, deren Geschäftsmodell sich so lange trug und viele Freunde fand, nicht wieder.

## Gänge und Höfe
Von der Pfaffenstraße ging folgender der Lübecker Gänge und Höfe ab (nach Hausnummern):
- 5: Schultz Gang (abgängig)